# Rede Sorriso FM
Rede Sorriso FM é uma rede de rádio brasileira cujas concessões e transmissores se localizam nas cidades de Estrela, Panambi, Gramado, Candelária e Glorinha, no RS. É uma das principais emissoras do Grupo Dial.
Em junho de 2011, a direção do Grupo Dial confirmou a troca segmentária da emissora serrana, de rádio jovem, com a Pop Rock, para eclética, com a Sorriso Serra FM.
A partir de 15 de novembro de 2015 (data da Proclamação da República, feriado nacional), é a vez da região de Candelária passar a contar com a marca "Sorriso FM", até então operante com a marca Rádio Triângulo, mas mantendo o estilo eclético da rádio.
Em 2019, a marca Sorriso FM deixa de existir no vale do Taquari na frequência 102.9 e no seu lugar entra a rádio A Hora voltada 24 horas ao jornalismo.
Em 2020, foi anunciada o encerramento da marca na serra gaúcha, na cidade de Gramado RS, para a chegada da segunda afiliada da Massa FM no Rio Grande do Sul.